# Jagnięcy Grzbiet

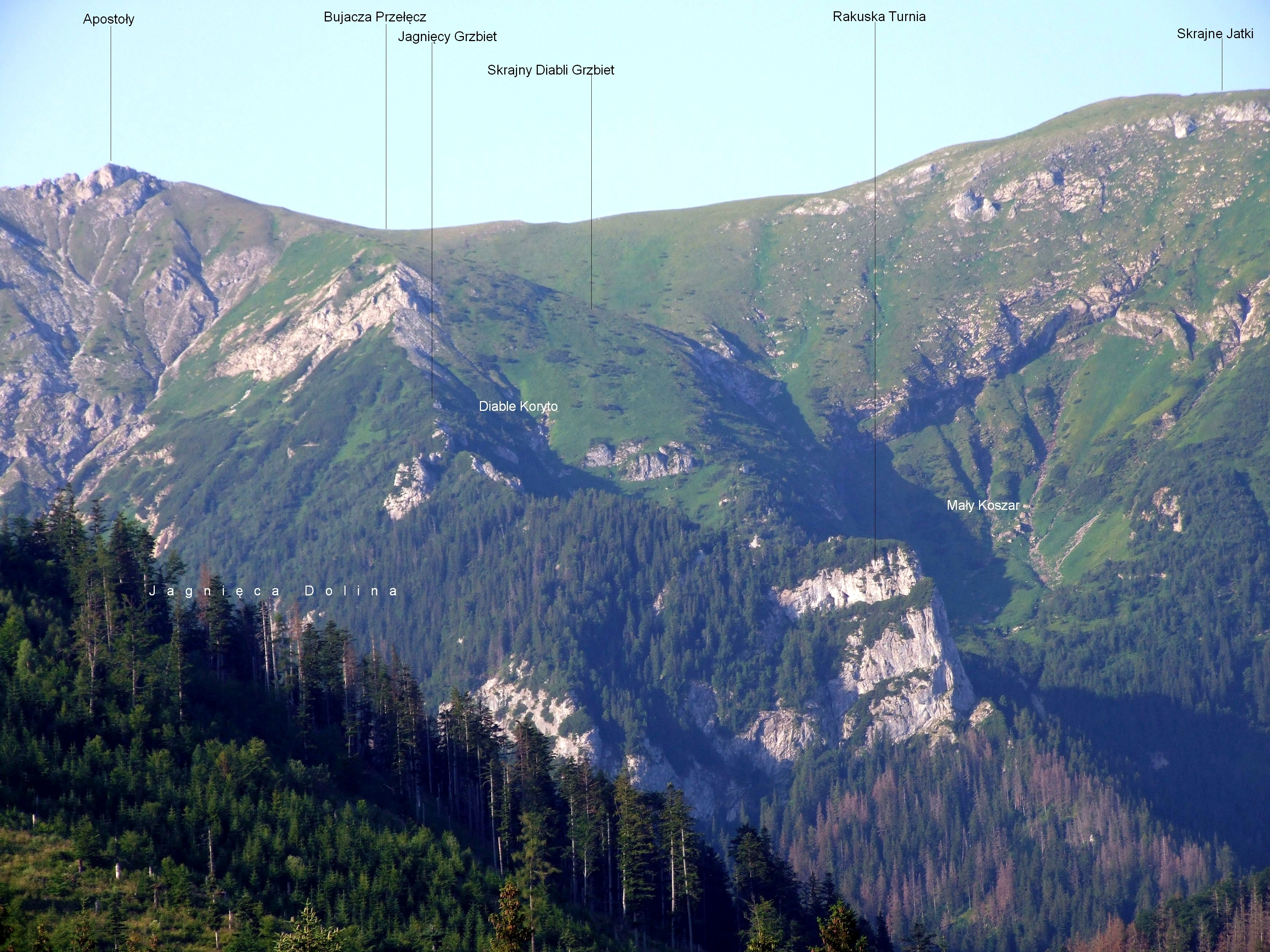
Widok ze Zdziaru

Jagnięcy Grzbiet (niem. Lämmerrücken, słow. Jahňací chrbát, węg. Bárány-hát) – boczny, północny grzbiet Bujaczego Wierchu w słowackich Tatr Bielskich.
Jagnięcy Grzbiet dzieli Doliny pod Koszary na dwie części; Dolinę Jagnięcą i Mały Koszar. Posiada boczne, orograficznie lewe odgałęzienie – Skrajny Diabli Grzbiet. Między nim a Jagnięcym Grzbietem znajduje się Diable Koryto.
Dolną część Jagnięcego Grzbietu porasta las, wyżej kosodrzewina, a najwyższa część jest trawiasta. W dolnej części grzbietu wznosi się wybitna ściana Rakuskiej Turni, wybitne grupy skalne są też wyżej. W środkowej części, na zboczach Doliny Jagnięcej największa ze skał to Jagnięca Skała.
Autorem nazwy Jagnięcego Grzbietu jest Władysław Cywiński – autor jedynego szczegółowego przewodnika o Tatrach Bielskich. Grzbiet w całości znajduje się na obszarze Tatrzańskiego Parku Narodowego i dodatkowo jest obszarem ochrony ścisłej.